# Physalis purpurea
Physalis purpurea är en potatisväxtart som beskrevs av Ira Loren Wiggins. Physalis purpurea ingår i släktet lyktörter, och familjen potatisväxter. Inga underarter finns listade i Catalogue of Life.